# Aqualung (program)
Aqualung je svobodný software se schopností přehrát a upravit zvukové soubory, se spoustou funkcí. Původně byl zaměřen na operační systém GNU/Linux, ale běžel i na FreeBSD, OpenBSD, Mac OS X a na systémech Windows. Přehrává vedle zvukových souborů zvuková CD, datové proudy internetových rádií a zvukové záznamy (podcast). Má funkci přehrávání skladeb bez mezer mezi následujícími skladbami. Distribuován je pod licencí GNU.

## Vlastnosti
- Jednoduché, snadno ovladatelné uživatelské rozhraní
- Automatické natahování obalů alb
- Podpora vložených obrázků alb ID3v2
- Podpora více barevných schémat
- Ikona v oznamovací oblasti panelu
- Umožňuje přehrát soubory s příponou WAV, AIFF, AU, FLAC, MP3, MPEG, OGG a další
- Možnost rozšíření pomocí přídavných modulů
- Komunikace s uživatelem pomocí přizpůsobivého GUI
- Funkce vyrovnání hlasitosti skladeb
- Podpora pro více než jednu značku umělce a výkonného umělce na píseň